# П'єрпонт (Нью-Йорк)
П'єрпонт (англ. Pierrepont) — місто (англ. town) в США, в окрузі Сент-Лоуренс штату Нью-Йорк. Населення — 2523 особи (2020).

## Демографія
Згідно з переписом 2010 року, у місті мешкало 2589 осіб у 1050 домогосподарствах у складі 747 родин. Було 1266 помешкань
Расовий склад населення:
| - 98,1 % — білих - 0,5 % — чорних або афроамериканців - 0,5 % — азіатів - 0,2 % — корінних американців |

До двох чи більше рас належало 0,5 %. Частка іспаномовних становила 0,5 % від усіх жителів.
За віковим діапазоном населення розподілялося таким чином: 20,6 % — особи молодші 18 років, 64,7 % — особи у віці 18—64 років, 14,7 % — особи у віці 65 років та старші. Медіана віку мешканця становила 44,1 року. На 100 осіб жіночої статі у місті припадало 103,2 чоловіків;  на 100 жінок у віці від 18 років та старших — 99,4 чоловіків також старших 18 років.
Середній дохід на одне домашнє господарство  становив 67 514 долари США (медіана — 57 298), а середній дохід на одну сім'ю — 74 144 долари (медіана — 66 023). Медіана доходів становила 54 875 доларів для чоловіків та 37 339 доларів для жінок. За межею бідності перебувало 12,0 % осіб, у тому числі 11,6 % дітей у віці до 18 років та 2,0 % осіб у віці 65 років та старших.
Цивільне працевлаштоване населення становило 1168 осіб. Основні галузі зайнятості: освіта, охорона здоров'я та соціальна допомога — 48,2 %, роздрібна торгівля — 13,4 %, публічна адміністрація — 6,9 %, мистецтво, розваги та відпочинок — 6,8 %.